# 涅日丹卡河
涅日丹卡河（俄语：Река Нежданка）是滨海边疆区达尔涅戈尔斯克城区的河流，源起雅库特山，长15公里，流域面积62平方公里，注入鲁德纳亚河。

## 引用
1. ↑  А·П·穆拉诺夫. . 列宁格勒: 气象出版社. 1966 （俄语）.
2. ↑  . 列宁格勒: 气象出版社 （俄语）.
3. ↑  Т·А·基谢尔科瓦娅. . 列宁格勒: 气象出版社. 1977 （俄语）.
4. ↑  . 国家水登记处.   [2024-01-07]. （原始内容存档于2024-01-07） （俄语）.